# لويز ليما
لويز ليما (بالبرتغالية: Luiz Lima) هو سباح وسياسي برازيلي، ولد في 10 ديسمبر 1977 في ريو دي جانيرو في البرازيل. انتخب النائب الاتحادي لريو دي جانيرو ‏ خلال فترته النيابية ‏ (1 فبراير 2019 – ) وانتخب عضو مجلس النواب البرازيلي ‏ خلال فترته النيابية ‏ وانتخب عضو مجلس النواب البرازيلي ‏ (10 أكتوبر 2018 – ).

## روابط خارجية
- لويز ليما على موقع الاتحاد الدولي للسباحة (الإنجليزية)
- لويز ليما على موقع أوليمبيديا (الإنجليزية)